# Alvaston and Boulton
Alvaston and Boulton var en civil parish från 1884 till 1968 då den blev en del av Derby och Elvaston, i grevskapet Derbyshire, i England. Civil parish hade 13 855 invånare år 1961. Alvaston and Boulton var ett distrikt från 1894 till 1934 då den blev en del av Shardlow.